# جزیره ریموند
جزیره ریموند (به انگلیسی: Raymond Island) یک منطقهٔ مسکونی در استرالیا است که در ویکتوریا (استرالیا) واقع شده‌است. این جزیره در دریاچه‌های گریزلند در شرق ویکتوریا قرار دارد، حدود ۳۰۰ کیلومتر (۱۹۰ مایل) از ملبورن فاصله دارد. این جزیره حدود ۶ کیلومتر عرض (۳٫۷ مایل) و به طول ۲ کیلومتر (۱٫۲ مایل) که  فقط ۲۰۰ متر (۶۶۰ فوت) از کنار ساحل فاصله دارد و  در سراسر شهرستان پاینزویل امتداد یافته.